# Robert Gliński
Robert Ignacy Gliński (né le 17 avril 1952 à Varsovie) est un réalisateur et scénariste polonais.
Il est depuis le 17 avril 2008 le recteur de l'École nationale de cinéma de Łódź.

## Biographie
Robert Gliński étudie l'architecture à Varsovie avant d'intégrer École nationale de cinéma de Łódź dans la section Réalisation. Depuis sa sortie de l'École en 1979 il a travaillé comme réalisateur pour le cinéma, la télévision et le théâtre, faisant des documentaires et des longs métrages.
Ses plus grands succès sont Cześć Tereska (2000) qui lui vaut le Złote Lwy dla najlepszego filmu (Lion d'or du meilleur film) au 26e Festival du film polonais de Gdynia de 2001 et Wróżby kumaka (2005), une adaptation cinématographique du roman de Günter Grass Erzählung.

## Filmographie
- 1983 - Niedzielne igraszki
- 1988 - Łabędzi śpiew
- 1990 - Superwizja
- 1992 - Superwizja
- 1996 - Matka swojej matki
- 1997 - Kochaj i rób co chcesz
- 2000 - Izabela
- 2000 - Cześć Tereska
- 2005 - Wróżby kumaka/Unkenrufe - Zeit der Versöhnung (film polono-allemand adapté du roman Erzählung de Günter Grass
- 2005 - Benek
- 2005 - Homo.pl
- 2009 - Świnki (titre allemand : Ich, Tomek, titre français : Piggies)

## Crédit d'auteurs
- (de) Cet article est partiellement ou en totalité issu de l’article de Wikipédia en allemand intitulé « Robert Gliński » (voir la liste des auteurs).